# 7 (álbum de Beach House)
7 es el séptimo álbum de estudio de la banda estadounidense de dream pop Beach House, lanzado el 11 de mayo de 2018 a través de Sub Pop. sigue el B-Sides and Rarities álbum recopilatorio lanzado en 2017, que sirvió como un proverbial "limpiar el armario" para allanar el camino a un nuevo proceso creativo.
El álbum vio al grupo partir del productor Chris Coady y, en cambio, colaborar con Sonic Boom, sin tener un productor "en el sentido tradicional". La grabación del álbum duró más de once meses, a diferencia del rápido proceso de los esfuerzos anteriores, comenzando en el estudio de la casa del dúo en Baltimore y terminando en Carriage House y Palmetto Studio. 7 recibió elogios de los críticos musicales, quienes elogiaron la naturaleza aventurera del disco y la consistencia de la banda, y algunos lo calificaron como el mejor álbum del dúo hasta la fecha.
Se lanzaron cinco sencillos del álbum: "Lemon Glow", "Dive", "Dark Spring", "Black Car" y "Lose Your Smile".

## Grabación
A diferencia de los discos anteriores, Beach House se tomó su tiempo con el proceso de grabación de 7. En lugar de una larga sesión de estudio, grabaron inspirados en lotes de canciones, lo que resultó en cinco mini sesiones en el transcurso de once meses a lo largo de 2017. Todas las canciones del álbum comenzaron en el estudio casero del dúo en Baltimore, llamado Apple Orchard Studios, y se terminaron en una cochera en Stamford, CT, salvo "Lose Your Smile" y "Woo", que se grabaron en Palmetto Studio, en Los Ángeles. La banda declaró que su objetivo a lo largo del proceso de grabación del álbum era "renacer y rejuvenecer": 
"Queríamos repensar los viejos métodos y deshacernos de algunas limitaciones autoimpuestas. En 7, decidimos seguir lo que viniera naturalmente. Como resultado, hay algunas canciones sin guitarra y otras sin teclado. Hay canciones con capas y producción que nunca podríamos recrear en vivo, y eso es emocionante. Para nosotros, básicamente, dejamos que nuestros estados de ánimo creativos, en lugar de la instrumentación, dictasen la sensación del álbum.
La banda también declaró que 7 no tenía un productor en el sentido tradicional, lo que dejaba que las ideas impulsaran la creatividad y no el proceso creativo de una sola persona. El baterista de gira de la banda desde 2016, James Barone, tocó en todo el disco. También trabajaron con Peter Kember, conocido por el nombre artístico de Sonic Boom, quien ayudó "a deshacerse de las convenciones y ayudar a mantener las canciones vivas, frescas y protegidas de las fuerzas destructivas de la sobreproducción/sobreperfección del estudio de grabación".

## Temas e influencias
Temáticamente, 7 a menudo trata "la belleza que surge al lidiar con la oscuridad; la empatía y el amor que crecen a partir del trauma colectivo; el lugar al que uno llega cuando acepta en lugar de negar". El título del álbum en sí mismo representa simplemente que es el séptimo álbum de estudio del dúo, diciendo que "esperaban que su simplicidad animara a la gente a mirar dentro. Ningún título que usara palabras que pudiéramos encontrar se sintiera como un resumen apropiado del álbum", aunque luego mencionaron que el número 7 representa algunas conexiones interesantes en la numerología, lo que los inspiró aún más a nombrar el álbum como tal.
Legrand describió el sonido del álbum como una progresión natural y un producto de su maduración como artista y dijo: "Hubo muchas cosas nuevas y diferentes que intervinieron en la creación de este disco. Pero creo que la forma en que escribimos y cómo grabamos mientras escribimos, realmente aumentó la velocidad de capturar ideas y nos dio mucha más libertad que los discos anteriores... Creo que cada vez que haces algo, te vuelves más experto en ello. déjate engañar de la misma manera que te engañaron cuando eras más joven".
La banda citó la "locura social" durante 2016 y 2017 como una influencia profunda en la creación del disco, explicando: "Hay bastante caos en estas canciones y un campo oscuro generalizado sobre el que teníamos poco control. Las discusiones en torno a los problemas de las mujeres fueron una fuente constante de inspiración y cuestionamiento. La energía, las letras y los estados de ánimo de gran parte de este disco surgieron de reflexiones sobre los roles, las presiones y las condiciones que nuestra sociedad impone a las mujeres, pasadas y presentes. del glamour, con sus peligros y momentos perfectos, era una fuente inagotable".

## Lanzamiento y promoción
La banda lanzó "Lemon Glow" el 15 de febrero de 2018 y lo anunció como el Sencillo principal del álbum no anunciado en ese momento, que afirmaron que se lanzaría "más adelante esta primavera". Lanzaron un segundo sencillo, "Dive", el 7 de marzo y compartieron un pedido anticipado del álbum, revelando su título, portada, lista de canciones y fecha de lanzamiento. Lanzaron "Dark Spring" como el tercer sencillo el 2 de abril junto con un video musical dirigido por Zia Anger, y "Black Car" fue lanzado como el cuarto sencillo el 2 de mayo, con un video musical dirigido por el hermano de Legrand, Alistair Legrand, que se estrenará el 18 de junio.
Los Clientes de Sub Pop que ordenaron por adelantado 7 tuvieron acceso a una transmisión exclusiva del álbum que ocurrió el 27 de abril, dos semanas antes del lanzamiento del álbum, a través del sitio web de Sub Pop. El álbum se lanzó oficialmente en CD, vinilo, casete, descarga digital y servicios de transmisión el 11 de mayo de 2018 a través de Sub Pop en todo el mundo, con la excepción de Europa y Australia/Nueva Zelanda, donde se lanzó a través de Bella Union y Muerdago, respectivamente. Un visualizador de álbum animado dirigido por San Charoenchai se subió al canal de YouTube de la banda tras el lanzamiento del álbum, con cada canción acompañada de animaciones psicodélicas en blanco y negro.
Beach House realizó una sesión en vivo en el estudio en KCRW en Los Ángeles el 15 de mayo y fueron los invitados musicales en Jimmy Kimmel Live! el 16 de mayo, con una presentación televisiva nocturna de "Drunk in LA".
La banda realizó una gira por América del Norte y Europa en apoyo del álbum, comenzando en Chattanooga, Tennessee, el 30 de abril de 2018. Más tarde anunciaron las fechas de la gira por Australia, que incluyen espectáculos entre febrero y marzo de 2019.
El 23 de octubre de 2018, la banda lanzó un Disco de vinilo edición limitada de 7 pulgadas de "Lose Your Smile" de 7 como cara A y una nueva pista de las sesiones de grabación de 7 titulada "Alien" como cara B. El vinilo se vendió originalmente en la gira europea de la banda en fechas de septiembre a octubre. Además, "Alien" se lanzó como un sencillo independiente para los servicios de descarga y transmisión digital.

## Listado de canciones
Todas las pistas están escritas por Beach House.

| N.º                   | Título             | Duración |  |
| 1.                    | «Dark Spring»      | 3:24     |  |
| 2.                    | «Pay No Mind»      | 3:24     |  |
| 3.                    | «Lemon Glow»       | 4:04     |  |
| 4.                    | «L'Inconnue»       | 4:24     |  |
| 5.                    | «Drunk in LA»      | 3:59     |  |
| 6.                    | «Dive»             | 4:25     |  |
| 7.                    | «Black Car»        | 4:11     |  |
| 8.                    | «Lose Your Smile»  | 4:09     |  |
| 9.                    | «Woo»              | 4:14     |  |
| 10.                   | «Girl of the Year» | 3:51     |  |
| 11.                   | «Last Ride»        | 6:59     |  |
| Duración Total: 47:04 |                    |          |  |